# Team Spirit
Team Spirit est un film belge en langue néerlandaise réalisé par Jan Verheyen, sorti en 2000.
Cette comédie dramatique est un remake du film néerlandais All Stars sorti en 1997. Une suite du film est sortie en 2003 au cinéma ainsi que deux séries télévisées, dans lesquelles on peut voir la suite des aventures des héros des films.

## Synopsis
Team Spirit présente la vie de footballeurs jouant dans une petite équipe (Eendracht vooruit) évoluant dans un championnat amateur. C'est l'histoire d'une amitié inébranlable qui existe entre de jeunes adultes qui jouent ensemble depuis leur plus tendre enfance. Erik, le capitaine, essaie tant bien que mal de maintenir son équipe mais il doit faire face aux problèmes de paternité de nombreux joueurs de l'équipe. 

## Distribution
- Axel Daeseleire : Franky Leemans
- Hilde De Baerdemaeker : Katia
- Dimitri Leue : Jean-Mark
- Geert Hunaerts : Vic Schoute
- Tania Kloek : Nancy
- Michael Pas : Stef
- Filip Peeters : Ronny
- Peter Van Den Begin : Eddy
- Mathias Sercu : Jos De Paepe
- Tom Van Landuyt : Eric Bogaert
- Anne Denolf : Rita